# Jeff Martin (Drehbuchautor)

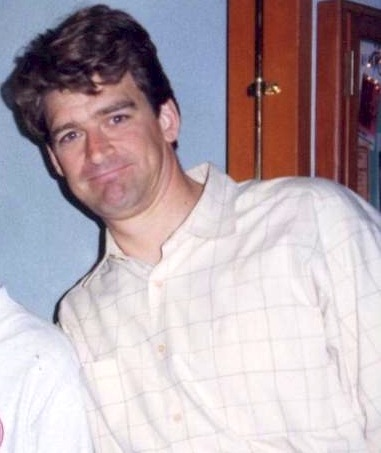
Jeff Martin (1994)

Jeff Martin ist ein US-amerikanischer Fernsehproduzent und Drehbuchautor.
Während der ersten vier Staffeln von Die Simpsons war er einer der Autoren der Serie. Er besuchte die Harvard-Universität, auf der er wie viele andere Autoren der Simpsons für die Satirezeitschrift The Harvard Lampoon schrieb. Wie der Großteil des ursprünglichen Autoren-Teams verließ er 1993 die Serie und hat seitdem für zahlreiche Fernsehserien, darunter auch eine TV-Adaption der Baby Blues, gearbeitet. Außerdem war er auch Autor der Late Night Show Late Night with David Letterman, wobei er gelegentlich als der depressive Raucher Flunkie the late-night viewer mail clown auftrat. Als Mitglied des Autorenensembles der Show erhielt er zusammen mit seinen Kollegen zwischen 1984 und 1987 vier Emmys in der Kategorie Outstanding Writing in a Variety or Music Program.
Aktuell lebt Martin mit seiner Frau, der Fernseh-Produzentin Suzanne Martin, und ihrer gemeinsamen Tochter in Los Angeles. Zudem hat er eine weitere Tochter.